# 85095 Hekla
85095 Hekla este o planetă minoră (asteroid) din Inner Main Belt⁠(d). A fost descoperită pe 25 septembrie 1973 la Observatorul Palomar de Cornelis Johannes van Houten. 
Obiectul prezintă o orbită caracterizată de o semiaxă mare de 1,9259376477101 UAi, o excentricitate de 0,08, o înclinație de 19 ° în raport cu ecliptica.